# Muzej Fransa Halsa
Muzej Fransa Halsa (prej Stedelijk Museum van Haarlem) je muzej v severnonizozemskem mestu Haarlem na Nizozemskem, ustanovljen leta 1862, znan kot Umetnostni muzej Haarlema. Njegova zbirka temelji na lastni bogati zbirki mesta, zgrajeni od 16. stoletja naprej. Muzej ima v lasti več sto slik, med njimi več kot ducat slik Fransa Halsa, po katerem muzej tudi nosi svoje ime. Muzej Fransa Halsa ima dve zgodovinski lokaciji v središču mesta Haarlem: glavno lokacijo na Groot Heiligland in Location Hal na Grote Markt, ki jo sestavljata sosednji Vleeshal iz 17. stoletja in Verweyhal iz 19. stoletja. Na Groot Heiliglandu je Oudemannenhuis iz 17. stoletja z regentovimi sobami. V njem so znamenite slike Fransa Halsa in druga starodavna, moderna in sodobna umetnost ter muzejska kavarna. Lokacija Hal redno gosti razstave moderne in sodobne umetnosti. 

## Zgodovina
Haarlemska ubožnica za starejše (Oudemannenhuis) je bila hofje, ustanovljena leta 1609. Stanovanjske sobe so bile nameščene okoli dvorišča v slogu sodobnih Haarlem Hofjes. V vsaki od tridesetih hišic sta živela po dva človeka; da so lahko živeli tam, so morali biti stari vsaj 60 let, pošteni prebivalci Haarlema in samski. Prinesti so morali lastne gospodinjske pripomočke, kot so postelja, stol z blazino, pločevinasta posoda, tri odeje, šest dobrih srajc in šest nočnih čepic. Zapirali so jih vsako noč ob osmih poleti in ob sedmih pozimi. Prebivalci so morali opraviti tedensko zbiranje z revniško škatlo, kip moža, ki jo drži, pa si lahko ogleda v vhodni avli muzeja. Dom starostnikov je upravljalo pet regentov, katerih portreti, ki jih je leta 1664 naslikal Frans Hals, so na ogled.
Čeprav je moški dom iz leta 1609, je le glavna dvorana še vedno večinoma nedotaknjena. V vmesnih stoletjih je bil kompleks prenovljen do neprepoznavnosti, predvsem s strani prejšnjih prebivalcev, občinske sirotišnice v Haarlemu, ki je kompleks uporabljala od leta 1810 do leta 1908, ko se je preselila v Coen Cuserhof. Med francosko okupacijo so starce, ki so še vedno živeli v hofju, preselili ulico stran v današnji Proveniershuis, ko sta bili umetniški zbirki obeh institucij združeni. Umetnost obeh lokacij, pa tudi umetnost več drugih nekdanjih ustanov v Haarlemu, je zdaj v muzejski zbirki Fransa Halsa. Najpomembnejša umetniška dela iz Oude Mannenhuis sta dva skupinska portreta regentov in regentinj Fransa Halsa. Inventar Proveniershuis je sestavil Pieter Langendijk in čeprav so bile nekatere slike od takrat ponovno pripisane, je njegov seznam večinoma nedotaknjen. Impresivne regentske sobe so bile obnovljene z drugih lokacij v Haarlemu. Soba na ulični strani ima nad vrati nenavaden sklepni kamen z masonskimi simboli, ki označujejo zidarsko družbo, in besedilom »Metsselaars Proef-Kamer 1648 12/29«.

## Zgodovina zbirke
Starejši deli muzejske zbirke, sestavljene predvsem iz verskih tem, so haarlemske relikvije iz obdobja reformacije, ko je mestni svet leta 1648 uradno zasegel vso rimskokatoliško umetnost. Sam Frans Hals je delal kot prvi uradni mestni restavrator za nekatere teh kosov. Mestni svet je nato v 17. stoletju nadaljeval s prepisovanjem zgodovine Haarlema in kupil različne velike kose za okrasitev mestne hiše, ki so pripovedovali zgodbe, kot je legenda o Damiateju ali legenda o Haarlemskem ščitu. V tem času je mestna hiša delovala kot napol javni muzej, čeprav tega izraza sploh še ni bilo. Prvi znaki uradnega muzeja s kustosom so se pojavili, ko je Nizozemsko znanstveno društvo, ustanovljeno leta 1752, začelo leta 1754 najemati sobo Prinsenhof v mestni hiši za svoja srečanja in jo opremljati kot Kabinet zanimivosti. Iz inventarja v mestnem arhivu je razvidno, da so za svoj sistem poimenovanja in predstavitve uporabljali knjigo Amboinsche Rariteitkamer Georga Eberharda Rumphiusa. Sobo sta si delila s sinodo nizozemske reformirane cerkve, ki jo je uporabljala enkrat na šest let za svoja srečanja. Za brisanje prahu in strežbo čaja so najeli žensko, leta 1768 pa za kustosa moškega, ki je skrbel za celotno zbirko in medicinski vrt Hortus na dvorišču.
Prostorna soba se je kmalu izkazala za premajhno za število doniranih artefaktov, ki jih je prejela od svojih članov, zahvaljujoč povečanju ladijskega prometa in povezanih potovanj. V poznem 18. in zgodnjem 19. stoletju je Haarlem postal spalnica Amsterdama, številni bogati bankirji pa so postali člani mlade družbe. Stare poslikave so postale le pisana kulisa za skrinje, polne nagačenih živali in prepariranih primerkov. Leta 1777 je družba svojo prepolno zbirko preselila v prenovljeno hišo na Grote Houtstraat, kjer bo novi mladi kustos Martin van Marum živel do konca svojega življenja. Ta stavba, ki stoji poleg menonitske cerkve, je bila pod hipoteko pri menonitskem bankirju Pieterju Teylerju van der Hulstu, ki ni bil član društva, vendar je ustanovil lastno umetniško društvo in čigar kasnejša oporoka je bila osnova za muzej Teylers, kjer je van Marum postal tudi kustos.
Ta poteza je v bistvu razdelila zbirko in naravoslovna polovica je trenutno v zbirki muzeja Teylers. Čeprav so slike in vrt ostali v mestni hiši, 40 let po tem, ko je Carl Linnaeus objavil svojo Systema Naturae, se nihče ni zanimal za vrt (ki je bil postavljen kot živa različica te knjige), in še manj ljudi se je zanimalo za verska umetnost. Mestna hiša je veljala za depo velikih del zgodovinskega pomena in naslednja velika skupina slik, ki se je pridružila zbirki, se je zgodila, ko je Napoleon leta 1794 razpustil cehe na Nizozemskem. Lastnina cehov je bila vrnjena v last države. Tako so v zbirko prišli večji deli, ki jih je Hals slikal za cehe. Brez uradnega kustosa si je bilo mogoče zbirko slik ogledati le po dogovoru z mestnim uradnikom, kar je ostalo vse do danes za velike predmete, ki so še vedno tam, kot je kitova kost s potovanja Willema Barentsa v Novo deželo ali portret Kenaua Simonsdochterja Hasselaerja.

### Zbirka iz leta 1862
Sredi 19. stoletja so zadnji križni hodniki dobili dodatno nadstropje za dodatne razstavne prostore in takrat je muzej odprl svoja vrata za javnost prek ločenega vhoda kot glavni vhod v mestno hišo. To je bilo tudi prvič, da so lahko vsi skupinski portreti prikazani obešeni drug blizu drugega. Takrat niso kupovali nobenih del moderne umetnosti, odločitev za ustanovitev muzeja pa je bila, da bi poskrbeli za obiskovalce drugih haarlemskih muzejev. Takrat je bilo mogoče sodobno umetnost videti v bližnjem Teylers Eerste Schilderijenzaal in muzeju Teylers, pa tudi v galeriji Museum voor Levende Nederlandsche Meesters, sicer znanem kot Haarlemsche Paviljoen, muzeju, ki je bil odprt od 1838 do 1885 v nekdanji dom Henryja Hopa, ki ga je imenoval Vila Welgelegen. Umetnostni kritik Victor de Stuers je bil zelo jezen, ker je Haarlem lokacija takih muzejev, saj tam ni bilo nobene umetniške klime, o kateri bi lahko govorili. Zbirko v Paviljoenu je kritiziral zaradi pomanjkanja del sodobnih slikarjev, kot so »Israës, Bosboom, Bles, Bisschop, van de Sande Bakhuijzen, Bakker Korff in Alma Tadema« in čeprav so bila dela teh slikarjev že na ogled v Teylersu ima muzejska zbirka Fransa Halsa danes v svoji zbirki le nekaj slik prvih dveh. Stuers je prav tako menil, da je škandal, da se mestni očetje, odgovorni za občinski muzej, niso potrudili, da bi leta 1872 preprečili prodajo portreta Willema van Heythuijzena bruseljskemu muzeju.
Tako je ta zastarela zbirka tista, ki je bila leta 1913 prenesena v Groot Heiligland, veliki deli, ki takrat niso bili v samostanih, kot je slika Dircka Ferrerisa, nameščena v županovi sobi, pa so ostali v mestni hiši. Nekaj od teh je bilo uradno predanih muzeju leta 1962, na primer Banket častnikov civilne garde Calivermen, Haarlem leta 1627 in Častniki čete milice St Adrian leta 1630. Leta 1962, ko je muzej praznoval svojo 100. obletnico,  je bila občinska zbirka ponovno razdeljena na sodobno in klasično, moderna umetnost pa je umeščena v nov trakt na severni strani kompleksa. Danes je sodobna umetnost prikazana v Verweyhalu. Muzej je leta 2013 praznoval svojo 100. obletnico na Groot Heiliglandu z razstavo Fransa Halsa, ki je vključevala reprodukcije, ki so bile postavljene po mestu na izvirnih lokacijah.

## Zbirka
V poznem 19. stoletju je muzej postal nekakšno romarsko mesto za mlade impresioniste, ki so bili navdušeni nad ohlapnim čopičem, vidnim na dveh skupinskih portretih častnikov Halsa, ki ju je naslikal, ko je bil star osemdeset let. Zato je muzej po preselitvi na današnjo lokacijo leta 1913 prevzel ime Fransa Halsa, saj so te slike veljale za najvidnejše slike takratne zbirke. Muzej še vedno slovi po Halsovih skupinskih portretih, a ker so bili skupinski portreti iz vojaških cehov v začetku 20. stoletja očiščeni, si danes največ obiskovalcev ogleda te. Večine predmetov in slik ni mogoče prikazati zaradi pomanjkanja prostora, muzej pa svojo zbirko izmenjuje z razstavami na različnih lokacijah v Haarlemu, čeprav del nekaterih uglednih slikarjev ni mogoče predstaviti in ostajajo v skladišču.
Muzejska zbirka obsega 17.000 predmetov, od tega približno polovica moderne umetnosti. Muzej hrani približno 800 slik iz nizozemskega 17. stoletja. V zbirki so tudi srebrnina in steklovina ter pohištvo. Depo, kot tudi restavratorski atelje, sta v mansardah. Podnebne razmere so bile tako slabe, da je muzej leta 2005 razmišljal o prodaji dveh slik za financiranje zunanjega depoja. To je med drugim povzročilo odklonilne odzive državnega sekretarja za kulturo, tega pa so se, kot kaže, le zavedali tudi dediči. Po sanaciji azbesta leta 2011 se je stanje sicer nekoliko izboljšalo, a strukturno pomanjkanje denarja ostaja.

### Frans Hals
Frans Hals se z Rembrandtom in Vermeerjem uvršča med najbolj znane in inovativne slikarje nizozemskega 17. stoletja. Njegovi gladko naslikani, živahni portreti resničnih ljudi že stoletja navdihujejo obiskovalce in druge umetnike. Znani sodobni umetniki, kot sta Édouard Manet in Vincent van Gogh, so celo potovali v Haarlem, da bi občudovali njegove skupinske portrete sodnih izvršiteljev in častnikov.
Frans Hals se je rodil okoli leta 1582 v Antwerpnu, vendar je odraščal v Haarlemu. Njegovi starši so se kmalu po njegovem rojstvu preselili na sever, da bi ubežali španski vladavini. Frans Hals se je verjetno kot umetnik izobraževal pri Karlu van Manderju. Leta 1610 je Hals postal član ceha umetnikov sv. Luke.
Njegova ohlapnost je pritegnila pozornost in mu prinesla številna naročila za portrete. Leta 1616 je Hals dokončal svoj prvi veliki skupinski portret: Banket častnikov čete milice sv. Jurija leta 1616. Prejel je še štiri naročila za skupinske portrete častnikov. Zdaj so svetovno znani in vsi visijo v muzeju Fransa Halsa.

### Nameščena umetnost z drugih lokacij v Haarlemu
Več veličastnih sob, shranjenih iz porušenih haarlemskih hiš, je bilo delno rekonstruiranih in zbirko haarlemskega srebra, shranjenega iz različnih lokalnih cerkva, je mogoče videti v nekdanjih regentskih sobah ubožnice, ki se zdaj zdijo veliko večje, kot so bile prvotno. Okna so bila okrašena z umetninami anonimnih haarlemskih umetnikov stekla, ki so jih večinoma pridobili z občinskimi rušilnimi deli. Po hodnikih so lepe nizozemske ploščice iz lokalnih reševalnih dejavnosti, ki so bile nameščene vzdolž sten, skupaj s pohištvom iz 17. stoletja, vključno z urami, stoli in skrinjami.
Muzej kot institucija je odgovoren samo za svojo zbirko, ki jo sestavljajo večinoma oljne slike. Ostale uporabne umetnosti, ki so postavljene, so v pristojnosti občinskega oddelka za kulturo, muzej pa ima pri njih prostore v najemu. To je razlog, da je obiskovalcem na voljo veliko več informacij o slikah kot o drugih vidikih stavbe, vključno z objekti na dvorišču.
Med letoma 1605 in 1635 je bilo v Haarlemu izdelanih več kot 100.000 slik. Niso vse ohranjene in večina jih je zapustila mesto, vendar to pove nekaj o umetniški klimi v mestu. Takrat je bilo lastništvo umetnin v mestu 25 %, kar je bilo rekordno veliko. Iz tistega obdobja je v Haarlemu do danes preživelo več umetnosti kot v katerem koli drugem nizozemskem mestu, predvsem po zaslugi Schilder-boecka, ki ga je leta 1604 tam objavil Karel van Mander. Nekdanji kustos Pieter Biesboer je ustvaril popis haarlemske umetnosti in delal na več katalogih za muzej, ki večinoma temeljijo na delih, nastalih pred letom 1800.
Sledi seznam uglednih slikarjev skozi stoletja, ki so na ogled v muzeju.
| - Adriaen Brouwer, 1605-1638 - Bartholomeus van der Helst, 1613-1670 - Cornelis Claesz van Wieringen, 1580-1633 - Cornelis Cornelisz van Haarlem, 1562-1638 - Dirck Hals, 1591-1656 - Floris Claesz van Dijck, 1575-1651 - Frans Hals, 1582-1666 |  | - Gerrit Adriaenszoon Berckheyde, 1638-1698 - Hendrick Goltzius, 1558-1617 - Hendrik Cornelisz. Vroom, 1566-1640 - Jacob van Ruisdael, 1628-1682 - Jan de Bray, 1627-1697 - Jan Miense Molenaer, 1610-1668 |  | - Jan Steen, 1625-1679 - Jan van Scorel, 1495–1562 - Johannes Verspronck, 1597-1662 - Judith Leyster, 1609-1660 - Karel van Mander, 1548-1606 - Maarten van Heemskerck, 1498-1574 | - Nicolaes Berchem, 1622-1683 - Pieter Claesz, 1597-1660 - Pieter Saenredam, 1597-1665 - Salomon de Bray, 1597-1664 - Salomon van Ruysdael, 1600-1670 - Willem Claeszoon Heda, 1594-168 |

- Frans Hals, Regentke ubožnice, ok. 1664, Muzej Fransa Halsa, Haarlem
- Gerrit Adriaensz Berckheyde, Grote Markt v Haarlemu z Grote ali St Bavokerk, pogled z zahoda, 1696, Muzej Fransa Halsa, Haarlem
- Frans Hals, Regenti bolnišnice St Elisabeth, ok. 1641, Frans Hals Museum, Haarlem
- Isaac Lazarus Israels, Portret Mankunegara VII., javanskega vladarja, 1922, Muzej Fransa Halsa, Haarlem
- Cornelis Cornelisz. van Haarlem, Menih in redovnica, 1590, Muzej Fransa Halsa, Haarlem
- Frans Hals, Portret Nicolaesa van der Meerja, 1631, Muzej Fransa Halsa, Haarlem